# Próchnik (przedsiębiorstwo)
Próchnik – to jedna z najstarszych polskich marek odzieżowych, powstała w 1948 roku. Należy do grupy modowej G8 Spółka Akcyjna. Marka specjalizuje się w projektowaniu oraz dystrybucji odzieży wierzchniej i smart casual dla mężczyzn.

## Historia
Próchnik jako marka zaistniała wraz z powstaniem Zakładu Przemysłu Odzieżowego im. dr. Próchnika w Łodzi. Powołany do życia został w 1948 roku ramach tzw. planu trzyletniego poprzez upaństwowienie istniejących już zakładów, należących do spółki E. Martin, N. Norenberg, A. Krauzei. Przedsiębiorstwo zaczynało od produkcji odzieży wierzchniej: wełnianych płaszczy męskich i damskich, a także drelichowych kurtek. Po 15 latach od powstania Próchnik był największym zakładem w Zrzeszeniu Producentów Okryć Męskich.
Do 1974 roku Zakład znacząco zwiększył moce produkcyjne - oprócz własnej szwalni, posiadał też fabryki odzieży w Poddębicach i Rawie Mazowieckiej, a także przejął łódzkie Zakłady Przemysłu Odzieżowego “Polboy”. W latach 80-tych Próchnik przejął też zakład w Janikowie i połowę udziałów w Zakładach Przemysłu Bawełnianego “Poltex”.
W październiku 1990 Próchnik został przekształcony z Przedsiębiorstwa Państwowego w Spółkę Akcyjną, po którym nastąpiła jego prywatyzacja. Był jedną z pierwszych 5 spółek, notowanych 16 kwietnia 1991 roku na pierwszej sesji na Giełdzie Papierów Wartościowych w Warszawie. Pozostał na niej do 18 stycznia 2019 roku. Wykluczenie spółki z obrotu giełdowego było konsekwencją upadłości likwidacyjnej firmy ogłoszonej 5 czerwca 2018 roku przez Sąd Rejonowy w Łodzi.
W marcu 2021 roku Syndyk masy upadłościowej spółki ogłosił pierwszy przetarg na znaki towarowe związane z marką Próchnik. Aktualnym właścicielem jest spółka akcyjna G8. 

## Oferta
Obecnie portfolio produktowe marki Próchnik obejmuje ponad dwadzieścia kategorii, w tym odzież oraz akcesoria dla mężczyzn. Kluczowym produktem w ofercie są okrycia wierzchnie, głównie płaszcze oraz kurtki. Asortyment uzupełniają: dzianiny, koszule, spodnie, a także bluzy, t-shirty, koszulki polo oraz bielizna, skarpety, szale, rękawiczki, nakrycia głowy i galanteria skórzana. Każda z kolekcji jest projektowana w Polsce przez własny zespół Próchnika. W październiku 2023 roku marka wprowadziła do oferty pierwsze produkty certyfikowane za pomocą technologii NFT. Wybrane kurtki i płaszcze z logo Próchnik 1948 zostały wyposażone w specjalne tagi, które po zeskanowaniu przez aplikację przenoszą użytkownika do wirtualnego odpowiednika danego egzemplarza. Każdy NFT jest wyjątkowy i niepowtarzalny, reprezentując indywidualny ciąg danych. Zapisane w NFT informacje są niezmienne, co zapewnia pewność co do autentyczności i pochodzenia produktu.